# آکادمی هنرهای دراماتیک آمریکا
آکادمی هنرهای دراماتیک آمریکا (انگلیسی: American Academy of Dramatic Arts) یک مدرسه نمایش خصوصی با دو مکان، یکی در شهر نیویورک و دیگری در لس آنجلس است. این آکادمی مدرک کاردانی در مطالعات شغلی می‌دهد و در آموزش نمایش و هنرهای مرتبط در زمینه‌های تئاتر، فیلم و تلویزیون فعالیت دارد. دانش‌جویان همچنین این فرصت را دارند که برای شرکت در تئاتر سه‌ساله که استعدادهای آینده را به معرض نمایش مدرسه و جامعه می‌گذارد، تست بدهند. در صورت تمایل، دانشجویان معمولاً می‌توانند واحدهای تکمیل‌شده را به کالج یا دانشگاه دیگری انتقال دهند تا مدرک کارشناسی را به پایان برسانند.